# Landesregierung Doskozil I
Die Landesregierung Doskozil I bildete die Burgenländische Landesregierung in der XXI. Gesetzgebungsperiode ab dem 28. Februar 2019 und folgte der Landesregierung Niessl IV nach. Am 17. Februar 2020 wurde die Landesregierung Doskozil II gewählt und angelobt.

## Geschichte
Am Landesparteitag der SPÖ Burgenland am 8. September 2018 in Oberwart übergab der bisherige Landeshauptmann Hans Niessl sein Amt als burgenländischer Landesparteivorsitzender der Sozialdemokratischen Partei Österreichs (SPÖ) an Hans Peter Doskozil und kündigte an, dass dieser ihm am 28. Februar 2019 auch als Burgenländischer Landeshauptmann nachfolgen soll.
Am 14. Jänner 2019 wurde Daniela Winkler als künftige Landesrätin der Landesregierung Doskozil für die Bereiche Bildung, Jugend und Familie präsentiert. Den Bereich Jugend verantwortete bisher Astrid Eisenkopf, den Bereich Familie Verena Dunst. Am 4. Februar 2019 wurde Heinrich Dorner als Nachfolger von Norbert Darabos als künftiger Landesrat vorgestellt. Dorner ist für die Bereiche Bau, Raumplanung, Verkehr und Wohnbauförderung zuständig. Am 20. Februar 2019 wurde der bisherige Landtagspräsident Christian Illedits als weiterer Landesrat präsentiert, er tauschte mit der bisherigen Landesrätin Verena Dunst Platz und übernahm unter anderem die Agenden Gemeinden und Soziales. Astrid Eisenkopf gab die Zuständigkeit für die Gemeinden ab und übernahm die Agenden der Landwirtschaft, außerdem von Verena Dunst den Bereich Konsumentenschutz und Schuldenberatung.
Nach Bekanntwerden der Ibiza-Affäre im Mai 2019 kündigte Landeshauptmann Hans Peter Doskozil eine vorgezogene Neuwahl am 16. Jänner 2020 an. Ursprünglich hätte im Mai 2020 gewählt werden sollen.

## Regierungsmitglieder
| Amt                            | Bild | Name                | Partei | Partei | Zuständigkeitsbereiche                                                                       |
| ------------------------------ | ---- | ------------------- | ------ | ------ | -------------------------------------------------------------------------------------------- |
| Landeshauptmann                |      | Hans Peter Doskozil |        | SPÖ    |                                                                                              |
| Landeshauptmann-Stellvertreter |      | Johann Tschürtz     |        | FPÖ    | alle Agenden zum Thema Sicherheit                                                            |
| Landesrat                      |      | Heinrich Dorner     |        | SPÖ    | Bau, Raumplanung, Verkehr und Wohnbauförderung                                               |
| Landesrätin                    |      | Astrid Eisenkopf    |        | SPÖ    | Frauen, Umwelt, Energie, Naturschutz, Landwirtschaft, Konsumentenschutz und Schuldenberatung |
| Landesrat                      |      | Christian Illedits  |        | SPÖ    | Gemeinden und Soziales                                                                       |
| Landesrat                      |      | Alexander Petschnig |        | FPÖ    | Wirtschaft, Tourismus                                                                        |
| Landesrätin                    |      | Daniela Winkler     |        | SPÖ    | Bildung, Jugend und Familie                                                                  |